# Winona (Minnesota)
Winona es una ciudad estadounidense localizada a orillas del río Misisipi, en el condado de Winona, Minnesota.

## Monumentos
En la ciudad se encuentra la Universidad de Winona, fundada en 1858.

## Religión
Winona cuenta con tres iglesias católicas, veintinueve iglesias protestantes, una mormona y una mezquita.
Es también la sede episcopal de la diócesis de Winona, de rito latino. La Catedral del Sagrado Corazón es la iglesia madre de la diócesis.
Además, tienen aquí su sede dos seminarios: el diocesano Seminario del Corazón Inmaculado de María y uno de la Fraternidad San Pío X, llamado Seminario de Santo Tomás de Aquino, establecido en 1988 por traslado del que anteriormente estaba en  Ridgefield, Connecticut.
También se localiza aquí la Basílica de San Estanislao Kostka.

## Personas destacadas
- Winona Ryder, actriz (1971)